# Lijst van voetbalinterlands Colombia - Trinidad en Tobago
Deze lijst van voetbalinterlands is een overzicht van alle officiële voetbalwedstrijden tussen de nationale teams van Colombia en Trinidad en Tobago. De landen speelden tot op heden drie keer tegen elkaar. De eerste ontmoeting, een vriendschappelijke wedstrijd, werd gespeeld in Neiva op 21 maart 1996. Het laatste duel, een groepswedstrijd tijdens de CONCACAF Gold Cup 2005, vond plaats op 12 juli 2005 in Miami (Verenigde Staten).

## Wedstrijden
| № | Plaats | Datum            | Competitie             | Wedstrijd                     | Uitslag |
| - | ------ | ---------------- | ---------------------- | ----------------------------- | ------- |
| 1 | Neiva  | 21 maart 1996    | Vriendschappelijk      | Colombia – Trinidad en Tobago | 3 – 0   |
| 2 | Miami  | 8 september 1999 | Vriendschappelijk      | Colombia – Trinidad en Tobago | 3 – 4   |
| 3 | Miami  | 12 juli 2005     | CONCACAF Gold Cup 2005 | Colombia – Trinidad en Tobago | 2 – 0   |

## Samenvatting
| Competitie        | Totaal gespeeld | Winst Colombia | Gelijk | Winst Trinidad en T. | Doelsaldo Colombia – Trinidad en T. |
| ----------------- | --------------- | -------------- | ------ | -------------------- | ----------------------------------- |
| CONCACAF Gold Cup | 1               | 1              | 0      | 0                    | 2 − 0                               |
| Vriendschappelijk | 2               | 1              | 0      | 1                    | 6 − 4                               |
| Totaal            | 3               | 2              | 0      | 1                    | 8 − 4                               |

Wedstrijden bepaald door strafschoppen worden, in lijn met de FIFA, als een gelijkspel gerekend.

## Details

### Eerste ontmoeting
| Vriendschappelijk (Neiva, Colombia, 21 maart 1996): |              | |
| Colombia | 3 – 0        | Trinidad en Tobago |
| Luis Quiñónez 26' Adolfo Valencia 40' Luis Quiñónez 63' | goals        | |
| Hernán Darío Gómez | bondscoach   | Zoran Vraneš |
| Faryd Mondragón Néstor Ortiz ??' Giovannis Cassiani Alexis Mendoza Wilson Pérez Luis Quiñónez ??' Mauricio Serna Andrés Estrada Edison Mafla Adolfo Valencia Víctor Aristizábal | opstellingen | David Austin Ancil Elcock Marvin Andrews Richard Theodore Sherwyn Julien Sean Garcia Marvin Faustin ??' Anton Pierre Lyndon Andrews Angus Eve ??' Peter Prosper |
| Luis Antonio Moreno ??' Nelson Hurtado ??' | wissels      | ??' Marvin Raeburn ??' ??? |

### Tweede ontmoeting
| Vriendschappelijk (Miami, Verenigde Staten, 8 september 1999): |              | |
| Colombia | 3 – 4        | Trinidad en Tobago |
| Iván Valenciano 19' (pen.) Iván Valenciano 62' Iván Valenciano 69' | goals        | 23' Stern John 52' Arnold Dwarika 59' Stern John 74' Stern John |
| Javier Álvarez | bondscoach   | Bertille St Clair |
| Miguel Ángel Calero Rubiel Quintana 81' Manuel Galarcio Carlos Asprilla Roberto Carlos Cortés Juan Carlos Ramírez Alexander Viveros 62' Freddy Grisales 85' Arnulfo Valentierra Iván Valenciano 74' Orlando Ballesteros 65' | opstellingen | Shaka Hislop Ansil Elcock Shurland David Derek King Marvin Andrews Angus Eve 78' Anthony Rougier 60' Lyndon Andrews Stern John 46' Jerren Nixon 89' Arnold Dwarika |
| Máyer Candelo 62' Jairo Castillo 65' Henry Zambrano 74' Rubén Darío Velásquez 81' Bonner Mosquera 85' | wissels      | 46' Avery John 60' Mickey Trotman 78' Lester Felician 89' Stokely Mason                                                                                            |

### Derde ontmoeting
| CONCACAF Gold Cup 2005 (Miami, Verenigde Staten, 12 juli 2005): |              | |
| Colombia | 2 – 0        | Trinidad en Tobago |
| Brent Rahim 75' (e.d.) Héctor Hurtado 79' | goals        | |
| Reinaldo Rueda | bondscoach   | Leo Beenhakker |
| Faryd Mondragón José de la Cuesta Humberto Mendoza Aldo Ramírez Yulian Anchico Jaime Castrillón Jairo Patiño 67' Juan Leal 52' Abel Aguilar Oscar Passo Martín Arzuaga 78' | opstellingen | Kelvin Jack Avery John 75' Marvin Andrews Dennis Lawrence Cyd Gray Chris Birchall Silvio Spann 46' Jason Scotland 46' Cornell Glen Stern John Collin Samuel |
| Wason Rentería 52' Héctor Hurtado 67' Juan Ramírez 78' | wissels      | 46' Atiba Charles 46' Angus Eve 46' Brent Rahim |
| Faryd Mondragón ??' | gele kaarten | ??' Kelvin Jack ??' Avery John ??' Chris Birchall |

Colfútbol · A-internationals · Selecties · Statistieken · Bondscoaches · Colombiaans vrouwenelftal · Olympisch elftal · Colombia U20 · Colombia U17
1938 – 1949 ·
1950 – 1959 ·
1960 – 1969 ·
1970 – 1979 ·
1980 – 1989 ·
1990 – 1999 ·
2000 – 2009 ·
2010 – 2019 ·
2020 – 2029
WK 1962 · 
WK 1990 · 
WK 1994 · 
WK 1998 · 
WK 2014 · 
WK 2018
OS 1968 · 
OS 1972 · 
OS 1980 · 
OS 1992 · 
OS 2016
1938 · 
1939 · 1940 · 1941 · 1942 · 1943 · 1944 · 
1946 · 
1947 · 
1948 · 
1949 · 
1950 · 1951 · 1952 · 1953 · 1954 · 1955 · 1956 · 
1957 · 
1958 · 1959 · 1960 · 
1961 · 
1962 · 
1963 · 
1964 · 
1965 · 
1966 · 
1967 · 
1968 · 
1969 · 
1970 · 
1971 · 
1972 · 
1973 · 
1974 · 
1975 · 
1976 · 
1977 · 
1978 · 
1979 · 
1980 · 
1981 · 
1982 · 
1983 · 
1984 · 
1985 · 
1986 · 
1987 · 
1988 · 
1989 · 
1990 ·
1991 · 
1992 · 
1993 · 
1994 · 
1995 · 
1996 · 
1997 · 
1998 · 
1999 · 
2000 · 
2001 · 
2002 · 
2003 · 
2004 · 
2005 · 
2006 · 
2007 · 
2008 · 
2009 · 
2010 · 
2011 · 
2012 · 
2013 · 
2014 · 
2015 · 
2016 · 
2017 ·
2018 ·
2019 ·
2020 ·
2021
Algerije ·
Argentinië ·
Australië ·
Bahrein ·
België ·
Bolivia · 
Brazilië ·
Canada ·
Chili ·
China · 
Costa Rica ·
Cuba ·
DDR ·
Duitsland ·
Ecuador ·
Egypte ·
El Salvador ·
Engeland ·
Finland ·
Frankrijk ·
Griekenland ·
Guatemala · 
Haïti ·
Honduras ·
Hongarije ·
Hongkong ·
Ierland ·
Irak ·
Israël ·
Ivoorkust ·
Jamaica ·
Japan ·
Joegoslavië ·
Jordanië ·
Kameroen ·
Koeweit · 
Liberia · 
Marokko ·
Mexico ·
Montenegro ·
Nederland ·
Nederlandse Antillen ·
Nicaragua ·
Nieuw-Zeeland · 
Nigeria ·
Noord-Ierland ·
Noorwegen ·
Panama ·
Paraguay ·
Peru ·
Polen ·
Puerto Rico ·
Qatar ·
Roemenië ·
Saoedi-Arabië ·
Schotland ·
Senegal ·
Servië ·
Slovenië ·
Slowakije ·
Sovjet-Unie ·
Spanje ·
Trinidad en Tobago ·
Tsjecho-Slowakije ·
Tunesië · 
Turkije · 
Uruguay ·
Venezuela ·
Verenigde Arabische Emiraten · 
Verenigde Staten ·
Zuid-Afrika ·
Zuid-Korea ·
Zweden ·
Zwitserland
Brazilië (2014) ·
Engeland (2018) ·
Griekenland (2014) ·
Ivoorkust (2014) ·
Japan (2014) ·
Japan (2018) ·
Polen (2018) ·
Senegal (2018) ·
Uruguay (2014)
TTFF · A-internationals · Bondscoaches · Selecties · Statistieken · Olympisch elftal · Vrouwenelftal van Trinidad en Tobago · Trinidad U21 · Trinidad U19 · Trinidad U17
Gold Cup 1991 · 
Gold Cup 1993 · 
Gold Cup 1996 · 
Gold Cup 1998 · 
Gold Cup 2000 · 
Gold Cup 2002 · 
Gold Cup 2005 · 
Gold Cup 2007 · 
Gold Cup 2009 · 
Gold Cup 2011 · 
Gold Cup 2013
WK 2006
1934 · 
1935 · 
1936 · 
1937 · 
1938 · 
1939 · 
1940 · 
1941 · 
1942 · 
1943 · 
1944 · 
1945 · 
1946 · 
1947 · 
1948 · 
1949 · 
1950 · 
1951 · 
1952 · 
1953 · 
1954 · 
1955 · 
1956 · 
1957 · 
1958 · 
1959 · 
1960 · 
1961 · 
1962 · 
1963 · 
1964 · 
1965 · 
1966 · 
1967 · 
1968 · 
1969 · 
1970 · 
1971 · 
1972 · 
1973 · 
1974 · 
1975 · 
1976 · 
1977 · 
1978 · 
1979 · 
1980 · 
1981 · 
1982 · 
1983 · 
1984 · 
1985 · 
1986 · 
1987 · 
1988 · 
1989 · 
1990 · 
1991 · 
1992 · 
1993 · 
1994 · 
1995 · 
1996 · 
1997 · 
1998 · 
1999 · 
2000 · 
2001 · 
2002 · 
2003 · 
2004 · 
2005 · 
2006 · 
2007 · 
2008 · 
2009 · 
2010 · 
2011 · 
2012 · 
2013 · 
2014 ·
2015 ·
2016 ·
2017 ·
2018 ·
2019 ·
2020 ·
2021 ·
2022
Anguilla · 
Antigua en Barbuda ·
Argentinië ·
Azerbeidzjan · 
Bahama's ·
Bahrein · 
Barbados · 
Belize · 
Bermuda · 
Bolivia ·
Botswana · 
Britse Maagdeneilanden · 
Canada · 
Chili · 
China · 
Colombia · 
Costa Rica · 
Cuba · 
Curaçao · 
Dominicaanse Republiek ·
Ecuador ·
Egypte ·
El Salvador ·
Engeland ·
Estland ·
Finland ·
Grenada ·
Guatemala ·
Guyana ·
Haïti ·
Honduras ·
Ierland ·
IJsland ·
India ·
Irak ·
Iran ·
Jamaica ·
Japan ·
Jordanië ·
Kaaimaneilanden · 
Kenia · 
Koeweit ·
Marokko ·
Mexico ·
Montserrat ·
Nederlandse Antillen ·
Nicaragua ·
Nieuw-Zeeland ·
Noord-Ierland ·
Noorwegen · 
Oostenrijk · 
Panama ·
Paraguay ·
Peru ·
Puerto Rico ·
Roemenië ·
Saint Kitts en Nevis ·
Saint Lucia ·
Saint Vincent en de Grenadines ·
Saoedi-Arabië · 
Schotland ·
Slovenië ·
Suriname ·
Tadzjikistan ·
Taiwan ·
Thailand ·
Tsjechië · 
Uruguay · 
Venezuela · 
Verenigde Arabische Emiraten ·
Verenigde Staten ·
Wales · 
Zuid-Afrika ·
Zuid-Korea ·
Zweden
Engeland (2006) · 
Paraguay (2006) · 
Zweden (2006)